# Joachim Rademacher
Joachim Rademacher   (Magdeburg, 20 de juny de 1906 - Dortmund, 21 d'octubre de 1970) va ser un waterpolista i nedador alemany que va competir durant les dècades de 1920 i 1930. Era germà del també waterpolista Erich Rademacher.
El 1928 va prendre part en els Jocs Olímpics d'Amsterdam, on va guanyar la medalla d'or en la competició de waterpolo. Quatre anys més tard, als Jocs de Los Angeles, guanyà la medalla de plata en la competició de waterpolo.
En el seu palmarès també destaquen una medalla de plata i una de bronze als campionats d'Europa de waterpolo (1926 i 1931), dues medalles d'or en els 4×200 metres lliures (1926-1927) i una de plata i una de bronze en els 1.500 metres lliures (1926-1927).